# Giampiero Carocci
Giampiero Carocci (Firenze, 22 luglio 1919 – Roma, 13 dicembre 2017) è stato uno storico italiano.

## Biografia
Libero docente di Storia moderna nell'Università "La Sapienza" di Roma è stato membro della Commissione per il riordinamento e la pubblicazione dei Documenti Diplomatici Italiani Allievo di Carlo Morandi (1904-1950), storico grande innovatore del metodo della ricerca storica, Giampiero è stato il fratello di Alberto Carocci (1904–1972) scrittore e giornalista italiano fondatore della rivista Solaria da cui diffuse la conoscenza dei grandi intellettuali europei del tempo e di autori esordienti che divennero in seguito famosi.
Carocci condivise con il fratello l'antifascismo di derivazione crociana che lo portò ad essere deportato dai tedeschi come prigioniero in Germania in un campo destinato agli ufficiali dall'8 settembre 1943 alla primavera del 1945. Un'esperienza questa che Carocci tradusse in un libro, Il campo degli ufficiali dove unisce una buona vena letteraria a un'«elegante semplicità della scrittura [che] si intona perfettamente alle necessità di un raccontare sobrio e intenso, fatto per tradurre sentimenti semplici come la paura o semplici moti dell'anima come la sorpresa»
Storico di formazione gramsciana
nelle sue opere Carocci tratta prevalentemente gli avvenimenti italiani interni ed esteri compresi tra il XIX e il XX secolo dando particolare rilievo ai fatti economici, sociali e culturali. Particolarmente attento alla storia dell'amministrazione e dei partiti politici pone in rilievo come la classe dirigente italiana nel suo percorso politico si sia ispirata al trasformismo generando un sempre più rilevante distacco tra il paese legale e quello reale.
Si è a fondo interessato degli avvenimenti riguardanti la politica estera della sinistra e dell'età giolittiana. Ha scritto anche una ponderosa opera della storia italiana dalla sua unità ad oggi. Carocci è anche autore della voce dedicata a Giovanni Amendola nel Dizionario Biografico degli Italiani. Muore nella sua casa di Roma nel dicembre del 2017.

## Opere
- Il campo degli ufficiali, Torino: Einaudi, 1954. Premio Viareggio Opera Prima[9]Nuova edizione con prefazione di Geno Pampaloni, Firenze: Giunti ed., 1991, ISBN 88-09-20539-1
- Agostino Depretis e la politica interna italiana dal 1876 al 1887, Torino: Einaudi, 1956
- Storia del fascismo, Milano: Garzanti, 1959
- Giolitti e l'età giolittiana, Torino: Einaudi, 1961
- La politica estera dell'Italia fascista. 1925-1928, Bari: Laterza editore, 1969
- Storia d'Italia dall'Unità a oggi, Milano, Feltrinelli, 1975
- L'età dell'imperialismo (1870-1918), Bologna: Il mulino, 1979, ISBN 88-15-02115-9
- Il trasformismo dall'unità ad oggi, Milano: Unicopli, 1992, ISBN 88-400-0277-4
- Storia dell'Italia moderna dal 1861 ai nostri giorni, Roma: Newton Compton, 1995, ISBN 88-7983-969-1
- Storia della guerra civile americana, Roma: Newton Compton, 1996, ISBN 88-8183-331-X
- (a cura di), Il Mondo: antologia di una rivista scomoda, Roma: Editori riuniti, 1997, ISBN 88-359-4232-2
- La rivoluzione inglese. 1640-1660, Roma: Editori Riuniti, 1998, ISBN 8835945526
- Destra e sinistra nella storia d'Italia, Roma-Bari: Laterza, 2002, ISBN 88-420-6515-3
- Storia degli ebrei in Italia. Dall'emancipazione a oggi, Roma: Newton Compton, 2005, ISBN 88-541-0372-1
- Il Risorgimento, Roma: Newton Compton, 2011, ISBN 978-88-541-2818-7